# Tavaco
Tavaco é uma comuna francesa na região administrativa de Córsega, no departamento de Córsega do Sul. Estende-se por uma área de 10,9 km². 